# Diego Benavente
 (juin 2019).
Si vous disposez d'ouvrages ou d'articles de référence ou si vous connaissez des sites web de qualité traitant du thème abordé ici, merci de compléter l'article en donnant les références utiles à sa vérifiabilité et en les liant à la section « Notes et références ».
Pour les articles homonymes, voir Benavente (homonymie).
Diego Benavente, né le 21 avril 1959, est le sixième lieutenant-gouverneur des Îles Mariannes du Nord entre le 14 janvier 2000 et le 9 janvier 2006.

## Biographie
Benavente s'est présenté pour la première fois aux élections en 1987, lorsqu'il a perdu de peu sa candidature à l'élection à la Chambre des représentants des Îles Mariannes du Nord dans l'enceinte II par six voix seulement. Cependant, Benavente a été élu à la Chambre dans sa deuxième campagne en 1989. Il a siégé à la Chambre pendant six mandats consécutifs, dont trois termes que le président de la Chambre. Il a quitté la Chambre pour briguer le lieutenant - gouverneur en 2001.
Benavente a été élu lieutenant-gouverneur des Îles Mariannes du Nord en tant que candidat à la vice-présidence de Juan Babauta aux élections de 2001 au poste de gouverneur. Il a exercé ses fonctions de 2002 à 2006. Babauta et Benavente ont perdu leur candidature à la réélection en 2005 de Benigno Fitial, candidat du Parti du Pacte, et de son second, Timothy Villagomez.
Benavente a annoncé sa candidature au poste de gouverneur aux élections de 2009 du 11 décembre 2008. Toutefois, Benavente s'est retiré de la course en février 2009, laissant deux candidats - Heinz Hofschneider et Juan Babauta - dans la course à l'investiture républicaine. 
Benavente a de nouveau été élu à la Chambre des représentants de CNMI en 2007. Depuis avril 2011, il est actuellement chef de la minorité à la Chambre des représentants des îles Mariannes du Nord.